# LBE Nr. 1 bis 3
Die Lokomotiven mit den Betriebsnummern 1 bis 3 der Lübeck-Büchener Eisenbahn (LBE) waren stromlinienförmig verkleidete Tenderlokomotiven. Die Maschinen mit der Achsfolge 1'B1' hatten ein Zweizylinder-Heißdampftriebwerk und waren wendezugfähig. Um ein symmetrisches Laufwerk zu erhalten, wurden beide Laufachsen als Bisselachsen ausgebildet, die zur besseren Führung mit Rückstelleinrichtungen ausgerüstet wurden.

## Geschichte

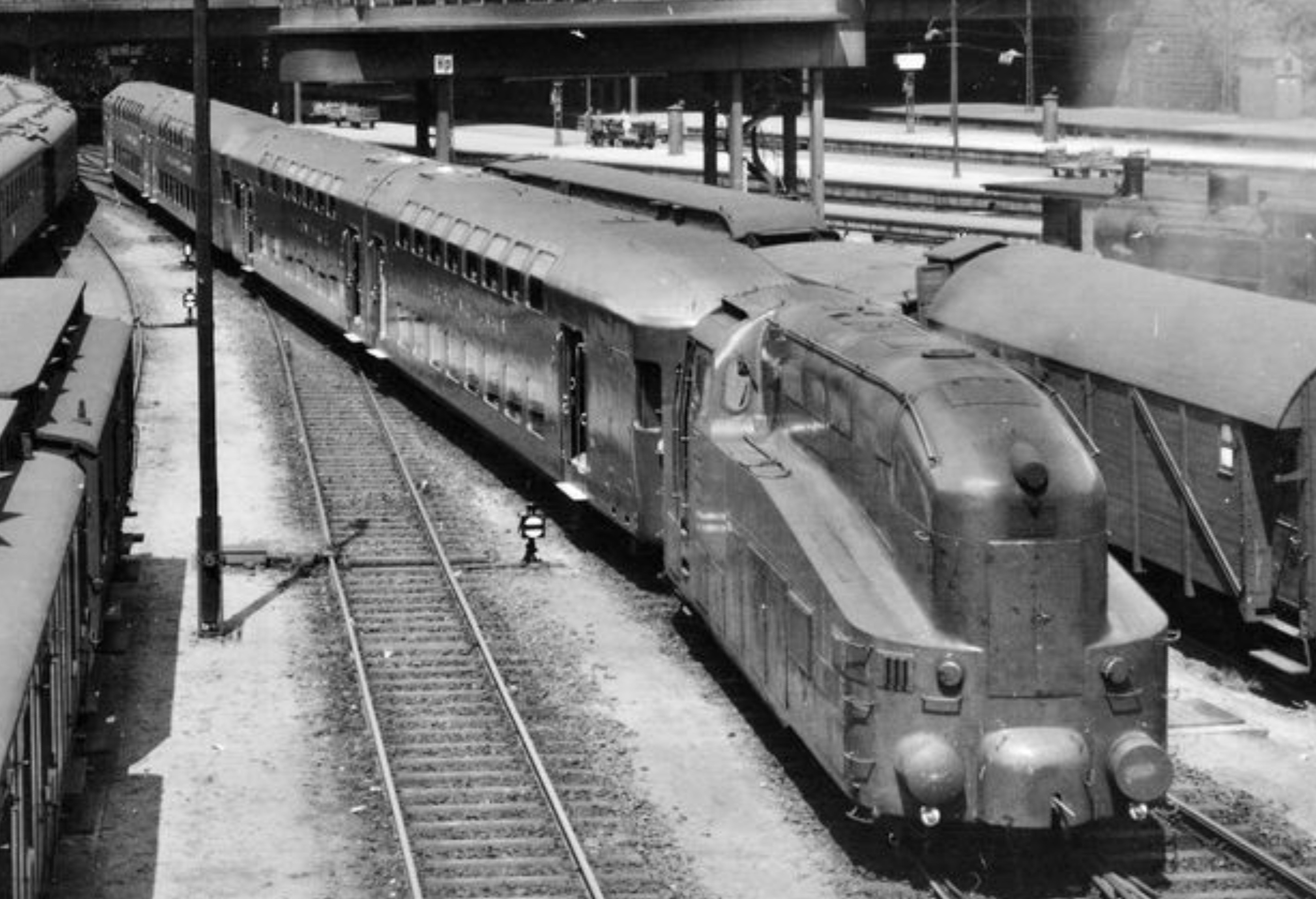
60 001, vormals LBE Nr. 1, verlässt 1936 mit einer Doppelgarnitur ehemaliger LBE-Doppelstockwagen den Hamburger Hauptbahnhof

Um den sogenannten Schnellverkehr zwischen Hamburg und Lübeck weiter zu beschleunigen, beauftragte die LBE 1935 die Lokomotivfabrik Henschel in Kassel mit dem Bau von drei dieser Maschinen. Gleichzeitig wurden bei den Waggonbaufirmen WUMAG in Görlitz und bei Linke-Hofmann in Breslau die zur Lok gehörenden Doppelstockwagen hergestellt (siehe auch Doppelstock-Stromlinien-Wendezug der LBE).
Die Lokomotiven LBE 1 und 2 wurden 1936 geliefert, Lok LBE 3, die mit größeren Wasserkästen und einem größeren Kessel etwas schwerer ausfiel, folgte ein Jahr später. Die Maschinen hatten eine Höchstgeschwindigkeit von 120 km/h und wurden im Wendezugbetrieb eingesetzt. Aufgrund ihres Aussehens und der grauen Lackierung erhielten sie bald den Spitznamen „Mickymäuse“.
Die Lokomotiven hatten eine elektrische Fernbedienungseinrichtung, der Regler wurde im geschobenen Betrieb mittels Stellmotor und Rollenkette vom Lokführer im Führerstand aus bedient, der Heizer übernahm die restlichen Aufgaben. Die Verständigung erfolgte mittels Klingelzeichen und Telefon.
Bei der Verstaatlichung der LBE am 1. Januar 1938 wurden die Lokomotiven in das Nummernschema der Reichsbahn als Baureihe 60 mit den Nummern 60 001 bis 60 003 einsortiert und im Bw Lübeck, Reichsbahndirektion Schwerin, beheimatet. Bis zum Kriegsausbruch 1939 änderte sich im Betriebseinsatz nichts. Dann wurde der Schnellverkehr eingestellt und die drei Lokomotiven sollten ausgemustert werden.
Es gab Bemühungen die Maschinen an die FKE zu verkaufen, doch diese Lokomotiven waren für den Schnellverkehr im norddeutschen Flachland konstruiert worden, und nicht für die Königsteiner Bahn, die auch recht steile Abschnitte hat. Bei der Lastprobefahrt kamen von in Frankfurt-Höchst 14 angehängten Wagen nur zwei in Königstein an, der Rest musste nach und nach auf der Strecke abgekuppelt werden.

## Verbleib
Die 60 001 wurde während des Krieges als Heizlokomotive verwendet und ist verschollen.
Die 60 002 blieb noch bis etwa 1958 im Einsatz, wurde dann aber abgestellt und schließlich um 1960 zum Bw Wustermark überführt. Am 12. Januar 1967 wurde sie ausgemustert, zum Raw "Einheit" in Leipzig überführt und dort am 13. Februar 1967 zerlegt.
Die 60 003 stand bis 1954 beim Bw Stralsund im Dienst, wurde danach abgestellt und später verschrottet.